# Catoptria caucasious
Catoptria caucasious là một loài bướm đêm trong họ Crambidae.